# دی (کالیفرنیا)
دی (به انگلیسی: Day) یک منطقهٔ مسکونی در ایالات متحده آمریکا است که در شهرستان مودوک، کالیفرنیا واقع شده‌است. دی ۱٬۱۱۱ متر بالاتر از سطح دریا واقع شده‌است.